# موسى سيلا
موسى سيلا (بالفرنسية: Moussa Sylla)‏ (مواليد 25 نوفمبر 1999) هو لاعب كرة قدم فرنسي يلعب كمهاجم في نادي أوترخت.

## روابط خارجية
- موسى سيلا على موقع الاتحاد الأوربي (الإنجليزية)
- موسى سيلا على موقع رابطة كرة القدم الفرنسية للمحترفين (الإنجليزية)
- موسى سيلا على موقع قاعدة بيانات كرة القدم.إي يو (الإنجليزية)
- موسى سيلا على موقع Soccerway.com (الإنجليزية)
- موسى سيلا على موقع عالم كرة القدم.نت (الإنجليزية)